# Виццарделли, Карло
Карло Виццарделли (итал. Carlo Vizzardelli; 21 июля 1791, Монте-Сан-Джованни-Кампано, Папская область — 24 мая 1851, там же) — итальянский куриальный кардинал. Секретарь Священной Конгрегации по чрезвычайным церковным делам с 30 января 1843 по 24 июля 1847. Префект Священной Конгрегации образования с 10 апреля 1848 по 24 мая 1851. Кардинал-священник с 17 января 1848, с титулом церкви Сан-Панкрацио-фуори-ле-Мура с 20 января 1848.